# Вернон (Юта)
Вернон (англ. Vernon) — місто (англ. town) в США, в окрузі Туела штату Юта. Населення — 256 осіб (2020).

## Географія
Вернон розташований за координатами 40°5′36″ пн. ш. 112°26′47″ зх. д. / 40.09333° пн. ш. 112.44639° зх. д. (40.093289, -112.446293).  За даними Бюро перепису населення США в 2010 році місто мало площу 19,49 км², уся площа — суходіл. В 2017 році площа становила 20,88 км², уся площа — суходіл.

## Демографія
Згідно з переписом 2010 року, у місті мешкали 243 особи в 79 домогосподарствах у складі 66 родин. Густота населення становила 12 осіб/км².  Було 89 помешкань (5/км²).
Расовий склад населення:
| - 95,1 % — білих - 0,4 % — вихідців з тихоокеанських островів - 0,4 % — чорних або афроамериканців - 1,2 % — осіб інших рас |

До двох чи більше рас належало 2,9 %. Частка іспаномовних становила 6,2 % від усіх жителів.
За віковим діапазоном населення розподілялося таким чином: 33,3 % — особи молодші 18 років, 54,4 % — особи у віці 18—64 років, 12,3 % — особи у віці 65 років та старші. Медіана віку мешканця становила 32,4 року. На 100 осіб жіночої статі у місті припадало 99,2 чоловіків;  на 100 жінок у віці від 18 років та старших — 100,0 чоловіків також старших 18 років.
Середній дохід на одне домашнє господарство  становив 55 994 долари США (медіана — 45 500), а середній дохід на одну сім'ю — 57 977 доларів (медіана — 53 750). За межею бідності перебувало 15,4 % осіб, у тому числі 24,2 % дітей у віці до 18 років та 0,0 % осіб у віці 65 років та старших.
Цивільне працевлаштоване населення становило 82 особи. Основні галузі зайнятості: сільське господарство, лісництво, риболовля — 20,7 %, публічна адміністрація — 14,6 %, науковці, спеціалісти, менеджери — 14,6 %.